# Anthony Kiedis
Anthony Kiedis és nascut l'1 de novembre de 1962 a Grand Rapids (Michigan) EUA. Actualment és el cantant d'una formació rock californiana anomenada Red Hot Chili Peppers. La veu de Anthony Kiedis ha estat en nombroses vegades aclamada. Es creu que té un registre vocal al voltant de les 3 vuitenes. En la prestigiosa revista Planet rock va ser triat com la 12a millor veu del rock; per davant d'altres mites com Steven Tyler, Bruce Springsteen, Ozzy Osbourne o Bono, entre d'altres.
Kiedis va passar la seva joventut a Grand Rapids, Michigan, amb la seva mare, i després es va traslladar poc abans del seu dotzè aniversari per viure amb el seu pare a Hollywood. Mentre assistia a l'escola secundària Fairfax, Kiedis es va fer amic dels estudiants Flea i Hillel Slovak, que eren membres d'una banda anomenada "Anthym". Després de l'escola secundària, Kiedis va començar a prendre classes a UCLA, però va abandonar el seu segon any.
Quan Kiedis va rebre una oferta per ser l'acte d'obertura d'una banda local, es va allistar a Flea, Eslovac i al bateria Jack Irons. Després d'un espectacle amb el nom de Tony Flow i els "Miraculously Majestic Masters of Mayhem", la banda va progressar i la formació es va convertir finalment en els "Red Hot Chili Peppers". Ha gravat tretze àlbums d'estudi amb els Red Hot Chili Peppers.
L'estil líric de Kiedis ha evolucionat al llarg de la seva carrera; els primers enregistraments van tractar temes com el sexe i la vida a Los Angeles, mentre que les cançons més recents se centren en temes més reflexius, com ara l'amor, l'addicció i la pèrdua. Va lluitar amb l'addicció fins a l'any 2000, i manté que ha estat net des de llavors.

## Anys de joventut
Kiedis va néixer a Grand Rapids, Michigan, fill de Margaret "Peggy" Nobel i de l'actor John Michael Kiedis, conegut professionalment com Blackie Dammett. La família del seu avi patern va emigrar de Lituània a principis del 1900. El 2004 va escriure que l'herència de la seva àvia paterna, Molly Vandenveen "era un pastitx d'anglès, irlandès, francès i holandès (i, com s'ha descobert recentment, una mica de sang mohicana)". El 1966, quan Kiedis tenia tres anys, els seus pares es van divorciar i la seva mare el va criar a Grand Rapids. La seva mare es va tornar a casar més tard i va tenir dos fills més. Cada estiu, Kiedis visitava el seu pare a Hollywood durant dues setmanes, un temps durant el qual els dos es vincularien. Va idolatrar el seu pare i va recordar: 
| « | "Aquells viatges a Califòrnia van ser els moments més feliços i desenfadats, el món és una ostra bonica que no havia viscut mai". | » |

 L'any 1974, quan Kiedis tenia 12 anys, ell va es va traslladar a Hollywood per viure amb el seu pare a temps complet.
El pare de Kiedis venia drogues, la qual cosa va tenir un impacte en Kiedis, ja que els dos sovint consumien marihuana i cocaïna junts. Kiedis va provar accidentalment l'heroïna per primera vegada als 14 anys, confonent-la amb cocaïna. A través del seu pare, Kiedis, que treballava amb el nom artístic de Cole Dammett, va aconseguir el seu primer paper d'actuació com a fill del personatge de Sylvester Stallone a la pel·lícula de 1978, F.I.S.T. Va aconseguir dos treballs d'actuació més, en un ABC Afterschool Special i una aparició a la pel·lícula Jokes My Folks Never Told Me.

Kiedis va assistir a la "Fairfax High School" a Los Angeles, on va lluitar per trobar amics, ja que recentment s'havia traslladat a un nou districte escolar. No obstant això, aviat va conèixer el seu futur company de banda Flea, i després d'un breu enfrontament, els dos es van convertir en millors amics i es van unir mentre estaven asseguts l'un al costat de l'altre a la classe de conductors. Kiedis va recordar: 
| « | "Ens vam sentir atrets per les forces de entremaliadures i l'amor i ens vam tornar pràcticament inseparables. Tots dos érem marginats socials. Ens vam trobar i va resultar ser l'amistat més duradora de la meva vida". | » |

 Kiedis es va convertir en una influència significativa en Flea, exposant-lo a la música rock, especialment punk rock. Als 15 anys, mentre Kiedis i Flea estaven saltant d'un edifici a una piscina, Kiedis va relliscar i al caure es va trencar l'esquena, però es va recuperar.

Als 15 anys, Kiedis va conèixer el seu futur company de banda Hillel Slovak després de veure'l actuar amb la seva banda Anthym. Després de l'espectacle, Slovak va convidar Kiedis a casa seva per berenar. Kiedis més tard va descriure l'experiència: 
| « | "Al cap d'uns minuts de passar l'estona amb Hillel, vaig intuir que era absolutament diferent de la majoria de la gent amb qui havia passat temps... Entenia molt de música, era un gran visual. artista, i tenia un sentit de si mateix i una calma sobre ell que eren fascinants." | » |

 Slovak, Kiedis i Flea sovint utilitzaven LSD, heroïna, cocaïna i speed de forma recreativa. Kiedis va excel·lir a l'escola, sovint rebent notes A. El juny de 1980, Kiedis es va graduar amb honors a l'escola secundària. Aquell agost, es va matricular a la Universitat de Califòrnia, Los Angeles per estudiar escriptura.
Després que Kiedis comencés a treballar amb Flea i el bateria Jack Irons, va ser descrit com un "mestre maníac de cerimònies" abans fins i tot de començar a cantar per al grup. Irons i Slovak havien començat a tocar junts a l'escola secundària mentre actuaven en una banda anomenada "Chain Reaction". El grup incloïa el llavors baixista Tom Strasman i el vocalista i guitarrista d'origen xilè Alain Johannes. Amb Strasman decidit a convertir-se en advocat, va deixar la banda per mantenir les seves qualificacions i centrar-se en la universitat. En aquest punt, Flea es va incorporar a la barreja. Poc després de passar l'estona amb la banda i assistir a uns quants espectacles, Flea va oferir a Kiedis un lloc a la banda. Va començar com un home de bombo, sortint davant de la banda fent bromes a l'audiència i animant-los.

## Red Hot Chili Peppers
1983–1984: formació i primer disc

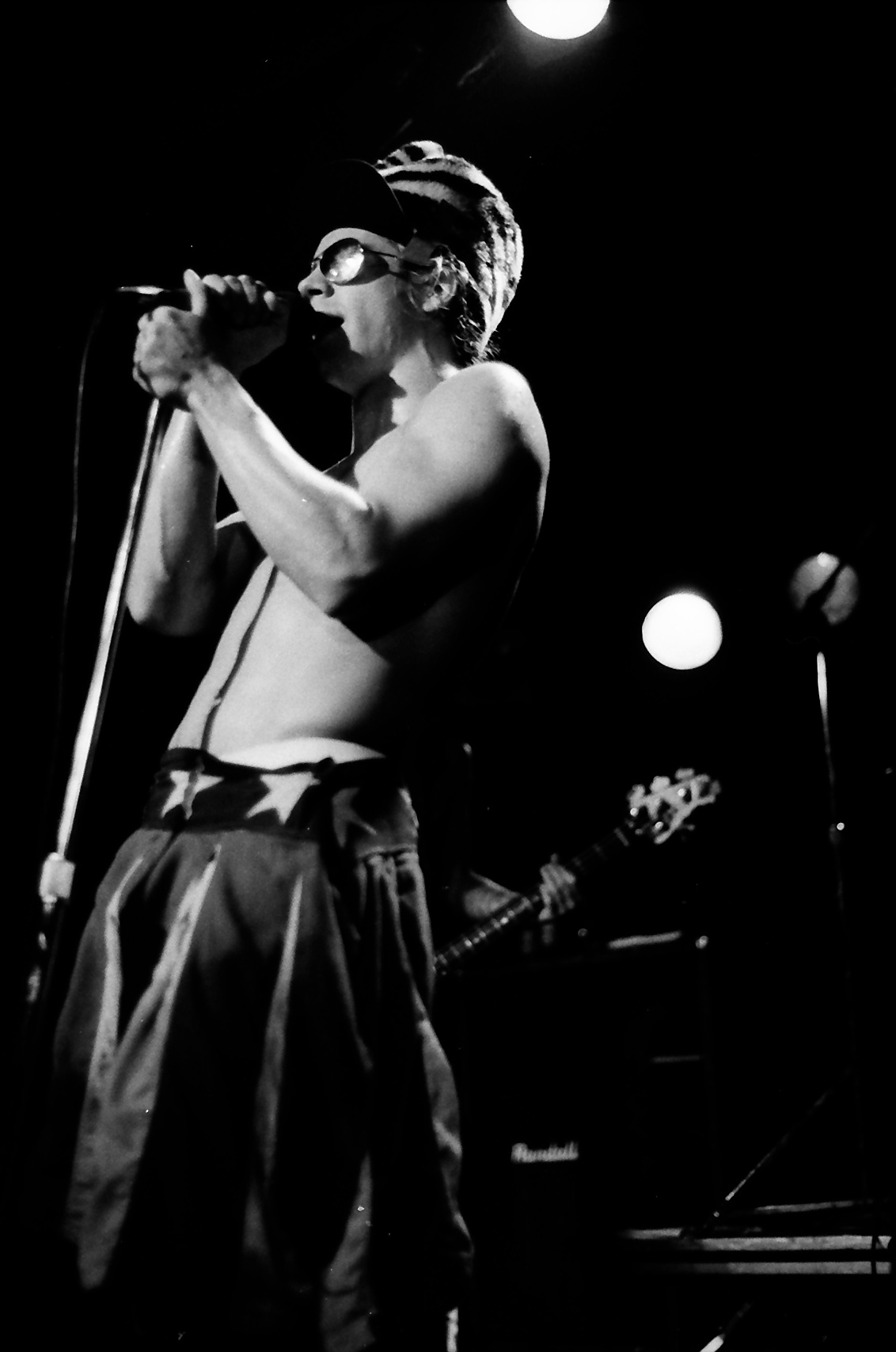
Kiedis actuant amb els Red Hot Chili Peppers a Filadèlfia el 1983

Kiedis, Slovak i Flea van començar a crear la seva pròpia música després de trobar inspiració en una banda de fusió punk-funk anomenada Defunkt. Kiedis va rebutjar la violència i la misogínia associades amb l'escena punk rock de Los Angeles en aquell moment, i va desitjar crear un entorn més pacífic que encoratgés les dones a venir als concerts. Els tres van formar una banda amb l'antic bateria d'Anthym Jack Irons, anomenada Tony Flow i els "Miraculously Majestic Masters of Mayhem". La banda només tenia una cançó, titulada Out in L.A., i es va formar amb el propòsit de tocar la cançó una vegada. La cançó es va basar en un riff de guitarra que Slovak va escriure mentre "jamming" amb Irons, i no estava pensada per convertir-se en una cançó real fins que Kiedis va decidir fer rap sobre la música. Mike Chester, un amic de Kiedis, va convidar la banda a obrir el seu acte "Mike and Neighbor's Voices" a ""The Rhythm Lounge"", ja que sentia que Kiedis tenia potencial com a líder. Slovak i Flea es van mostrar inicialment escèptics, i van sentir que Kiedis no tenia prou experiència vocal, però finalment els dos van acceptar actuar. Kiedis va descriure més tard l'actuació:
| « | "Tota l'anticipació del moment em va colpejar, i instintivament vaig saber que el miracle de manipular l'energia i aprofitar una font infinita de poder i aprofitar-la en un petit espai amb els teus amics era el que m'havien posat. en aquesta terra per fer." | » |

Després del primer espectacle del grup a "The Rhythm Lounge", el propietari del bar els va demanar que tornessin, però amb dues cançons en comptes d'una. Després de diversos espectacles més, i l'addició de diverses cançons al seu repertori, el nom de la banda es va canviar a "Red Hot Chili Peppers". El repertori de concerts de la banda va créixer fins a deu cançons com a resultat de mesos de tocar en discoteques i bars locals. En una actuació en un club de striptease de Hollywood anomenat "Kit Kat Club", els membres de la banda van actuar amb només mitjons al penis, una idea pensada per Kiedis. Això va guanyar la notorietat de la banda, i els propietaris del club fins i tot van començar a reservar el grup amb la condició que actuessin d'aquesta manera. Els Red Hot Chili Peppers van entrar als Bijou Studios per gravar una cinta de demostració i posteriorment van aconseguir un contracte discogràfic amb EMI. Irons i Slovak, però, van decidir abandonar els Red Hot Chili Peppers per buscar un futur "més seriós" amb la seva banda Anthym, que en aquell moment havia estat rebatejada "What Is This?" Kiedis finalment va respectar la decisió, però sentia que la banda es perdria sense ells. Kiedis i Flea van contractar el bateria Cliff Martinez de "The Weirdos" i el guitarrista Jack Sherman per ocupar els llocs d'Iron i Slovak, respectivament. Andy Gill, abans de "Gang of Four", va acceptar produir el seu primer àlbum, The Red Hot Chili Peppers de 1984. Gill i Sherman es van enfrontar amb Kiedis i Flea; van discutir contínuament sobre l'estil musical, el so i la producció de l'àlbum. Sherman va ser acomiadat de la banda després de la gira i el va substituir un eslovac que tornava.

## 1985–1988: Freaky Styley, The Uplift Mofo Party Plan i mort de Hillel Slovak
El músic de funk George Clinton va ser contractat per produir el segon àlbum de la banda, Freaky Styley, mentre Slovak tornava a la guitarra. La forta química entre Clinton i els Chili Peppers es va sentir a l'instant. Freaky Styley va ser llançat a l'agost de 1985. Va rebre només una mica més d'atenció que The Red Hot Chili Peppers amb aproximadament 75.000 còpies venudes a finals d'any. La banda va contractar Michael Beinhorn, el seu últim recurs entre els productors potencials, per treballar en el seu proper àlbum. What Is This? finalment s'havia dissolt, i Irons va tornar als Chili Peppers a mitjans de 1986 després que Martínez fos acomiadat. Flea, Slovak i Kiedis especialment estaven involucrats en un consum intens de drogues i les seves relacions es van tensar. Flea va recordar que 
| « | "em va començar a semblar lleig i no divertit; la nostra comunicació no era sana". | » |

Kiedis va passar a dependre de l'heroïna, deixant Flea i Slovak per treballar ells mateixos en gran part del material de l'àlbum. Tant Kiedis com Slovak van lluitar amb addiccions debilitants a l'heroïna, que van empitjorar mentre la banda es preparava per gravar The Uplift Mofo Party Plan. A causa de la seva addicció, Kiedis no tenia la motivació per contribuir musicalment a la banda, i va aparèixer a l'assaig "literalment adormit". Se li va demanar que abandonés la banda per tal de sotmetre's a la rehabilitació de drogues. Durant aquest temps, la banda va guanyar el premi "LA Weekly Band of the Year", que va fer que Kiedis deixés d'utilitzar heroïna. Va visitar la seva mare a Michigan per orientar-se, que el va portar a la rehabilitació de drogues immediatament després de recollir-lo a l'aeroport en veure el seu aspecte poc saludable. Kiedis es va registrar a una clínica de rehabilitació de l'Exèrcit de Salvació a Grand Rapids, una experiència que inicialment va detestar fins que va notar que la resta de persones de la clínica entenien les seves lluites i intentaven ajudar-lo. Es va traslladar amb la seva mare després de vint dies a la clínica, un moment que va marcar la primera vegada que es va abstenir completament de les drogues des que tenia onze anys. Després que Kiedis va completar la seva etapa de rehabilitació, va sentir una "nova onada d'entusiasme" a causa de la seva sobrietat i va escriure la lletra d'una nova cançó titulada Fight Like a Brave en el vol de casa.

Es va unir als Red Hot Chili Peppers a Los Angeles per gravar l'àlbum. En tornar a casa, va començar a sortir amb l'actriu Ione Skye, a qui Flea havia conegut mentre apareixia amb ella a la pel·lícula de ciència-ficció Stranded de 1987. Encara que Kiedis havia quedat net recentment, els seus símptomes d'abstinència van augmentar i van afectar les seves contribucions musicals al grup. Després de cinquanta dies de sobrietat, Kiedis va decidir tornar a prendre drogues com un intent únic de celebrar la seva nova música, cosa que va provocar la seva reinici de l'addicció. El procés d'enregistrament de l'àlbum es va fer difícil, ja que Kiedis sovint desapareixia per buscar drogues. El productor Michael Beinhorn va recordar que 
| « | "Hi va haver moments en la preproducció en què realment vaig pensar que el disc no es faria". | » |

Kiedis va sentir un dolor insoportable, culpa i vergonya quan es perdia una sessió d'enregistrament i així ho faria dient-los, intenteu escriure lletres mentre busqueu drogues; encara que els membres de la banda estaven molestos pel seu consum de drogues i les freqüents desaparicions, estaven impressionats amb la seva producció musical en aquell moment.
Després de la gira internacional de suport a Uplift, Slovak va morir d'una sobredosi d'heroïna el 1988. Després de la mort d'Eslovac, Kiedis va fugir a un petit poble de pescadors de Mèxic i no va assistir al seu funeral, considerant que la situació era surrealista i onírica. Encara que va trobar que la mort va ser un xoc, inicialment no va tenir "ensurt" i va continuar consumint heroïna. Unes setmanes més tard, el seu amic el va convèncer per entrar a la rehabilitació i visitar la tomba d'Eslovac, la qual cosa el va inspirar a netejar-se. Irons no va poder fer front a la mort d'Slovac i posteriorment va abandonar la banda, dient que no volia formar part d'alguna cosa que va resultar en la mort del seu amic. Kiedis i Flea van decidir continuar fent música, amb l'esperança de continuar el que l'eslovac "va ajudar a construir".
Després de la mort d'Slovac, Kiedis i Flea van trigar un temps a reunir-se, però van decidir mantenir la banda unida. El guitarrista DeWayne McKnight i el bateria D. H. Peligro es van afegir per substituir Slovak i Irons. McKnight aviat va començar a crear tensió dins del grup, ja que el seu estil no encaixava amb la resta de la banda. Peligro, l'antic bateria de la banda de punk rock Dead Kennedys, era amic de John Frusciante, un guitarrista de divuit anys i àvid fan de Red Hot Chili Peppers. Peligro va presentar Frusciante a Flea, i els tres es van posar junts en diverses ocasions. Kiedis va quedar impressionat amb l'habilitat de Frusciante, i sorprès pel seu coneixement del repertori dels Chili Peppers. McKnight va ser acomiadat i Frusciante va acceptar una invitació per unir-se a la banda. La banda va començar a escriure música per al següent àlbum i va acabar el 1988 amb una breu gira. Peligro va ser acomiadat al novembre i a través d'audicions, els Chili Peppers van portar al bateria Chad Smith com el seu substitut poc després.Kiedis, Sloman, 2004. p. 242

## 1989–1993: Mother's Milk, Blood Sugar Sex Magik, i èxit general
Els Chili Peppers van entrar a l'estudi i van completar la gravació del seu quart àlbum, Mother's Milk, a principis de 1989. Quan es va llançar, l'àlbum va rebre reaccions diverses de la crítica, però va rebre molta més atenció comercial, arribant al número cinquanta-dos del Billboard 200. Tot i que la seva banda estava experimentant un èxit més gran, els símptomes d'abstinència de Kiedis van afectar la seva vida personal. Això va portar al final de la seva relació de dos anys amb Ione Skye el desembre de 1989: 
| « | "Havia aconseguit mantenir-me sobri no ingerint drogues, així que el meu cos s'havia curat de tota aquella activitat tortuosa, però la meva ment encara no estava prou sana. per resoldre tots els problemes que sorgeixen en una relació." | » |

 El 1990 Kiedis va rebre una condemna per exposició indecent i agressió sexual a Virgínia relacionada amb un incident a la Universitat George Mason al comtat de Fairfax l'abril de 1989. Se li va ordenar que pagar una multa en tots dos aspectes.

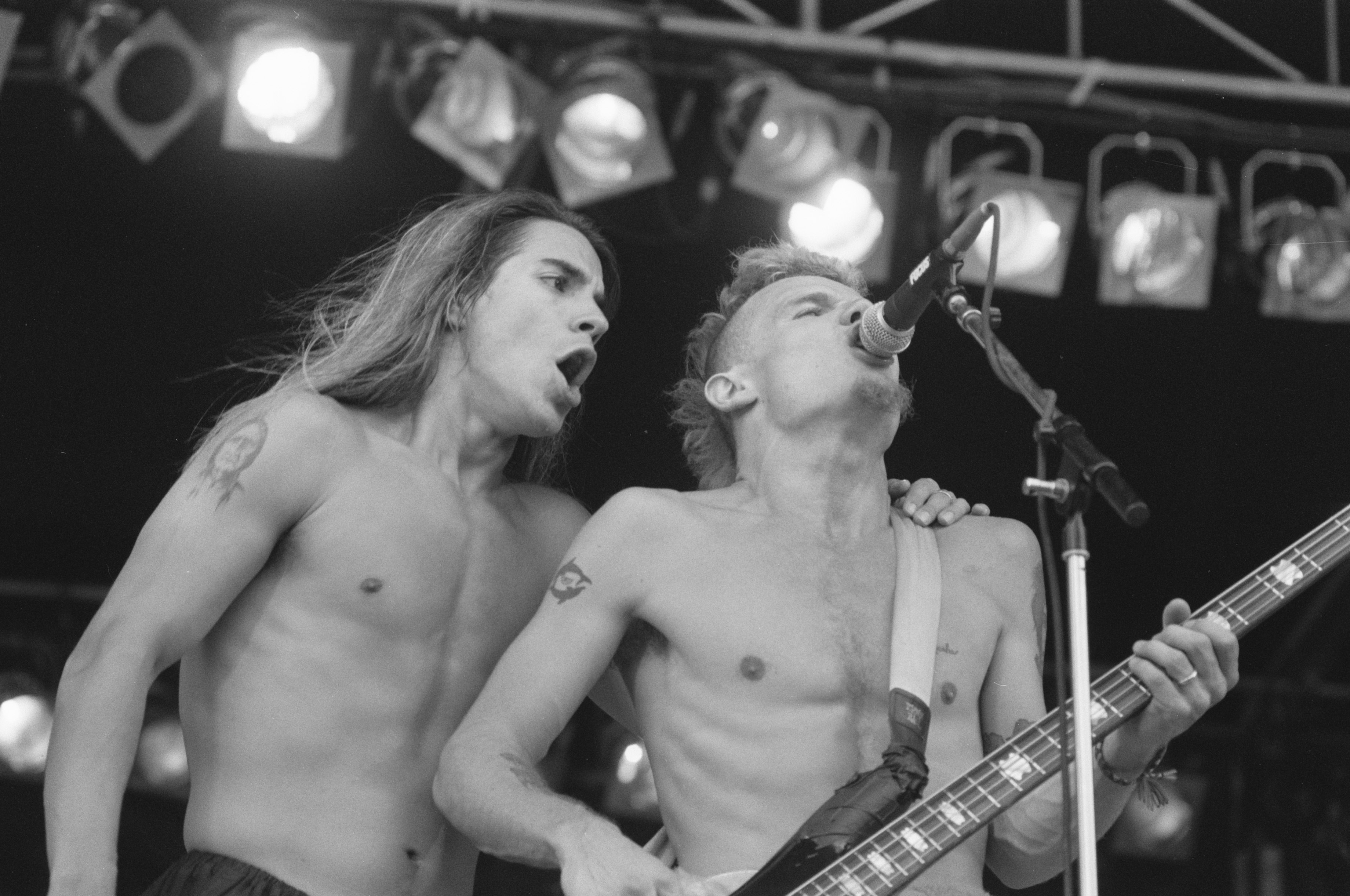
Kiedis i Flea actuant a Amsterdam, agost de 1989

La banda va intentar gravar el seu proper àlbum Blood Sugar Sex Magik en un entorn poc convencional, creient que milloraria la seva producció creativa. El productor de la banda, Rick Rubin, va suggerir la mansió Harry Houdini on el mag va viure una vegada, cosa que van acceptar. Es va contractar un equip per muntar un estudi de gravació i altres equips necessaris per a la producció a la casa. La banda va decidir que romandrien dins de la mansió durant l'enregistrament, encara que Smith, convençut que la ubicació estava embruixada, es va negar a quedar-se. Durant aquesta etapa, Kiedis va començar a escriure sobre l'angoixa i els pensaments d'automutilació que experimentaria com a resultat de la seva addicció a l'heroïna i la cocaïna. El productor de Chili Peppers, Rick Rubin, va ensopegar amb un dels poemes de Kiedis que es convertiria en la lletra de Under the Bridge, i va suggerir que Kiedis ho mostrés a la resta de la banda. Kiedis estava aprensiu perquè creia que la lletra era massa suau i a diferència de l'estil de la banda. Després de cantar el vers a Frusciante, van començar a estructurar la cançó l'endemà. Els dos van treballar durant diverses hores arrancant acords i melodies fins que tots dos van acordar que estava completa. La cançó més tard es va convertir en un gran èxit, arribant al número dos del Billboard 100. Quan Blood Sugar Sex Magik va ser llançat el 24 de setembre de 1991, va rebre una resposta crítica aclaparadorament positiva. L'àlbum va assolir el número tres del Billboard Hot 200 i va arribar a vendre més de set milions de còpies només als Estats Units. La gira posterior de l'àlbum va ser aclamada per la crítica: els Chili Peppers van fer espectacles habitualment amb més de vint mil assistents. Les bandes emergents Nirvana, Pearl Jam i The Smashing Pumpkins també van fer gira amb ells durant la seva gira pels Estats Units. L'atenció massiva que van començar a rebre els Chili Peppers va fer que Frusciante se sentis extremadament incòmode, i va deixar bruscament la banda durant la etapa japonesa de la gira de l'àlbum. La banda va contractar el guitarrista Arik Marshall per completar les dates de gira restants. La banda va aparèixer en directe a la cerimònia dels Grammy amb el col·lectiu P-Funk de George Clinton i molts altres, interpretant un medley que incloïa Give It Away.

## 1994–1997: One Hot Minute
Van passar els mesos i només es van escriure petites quantitats de material que van portar a Chad Smith a anunciar públicament que Kiedis patia un bloqueig de l'escriptor, tot i que Kiedis ho va negar. La resta de l'enregistrament es va completar el mes següent i el seu sisè àlbum One Hot Minute va ser llançat al setembre de 1995, amb el nou guitarrista de la banda Dave Navarro. L'àlbum va rebre crítiques diverses i va ser una gran desviació del so funk-punk de la banda. La gira per donar suport a l'àlbum també va tenir resultats contradictoris. Chad Smith es va trencar el braç abans del llançament de la gira pels Estats Units el 1995, de manera que es va retardar fins a principis de 1996. A prop del final de la gira, Kiedis es va veure involucrat en un accident de moto que el va deixar amb un braç trencat. La gira va acabar amb l'interrupció de l'últim set de la banda a causa d'un tifó massiu. 1997 va ser batejat per la banda The Year of Nothing.

## 1998–2010: Californication, By the Way i Stadium Arcadium

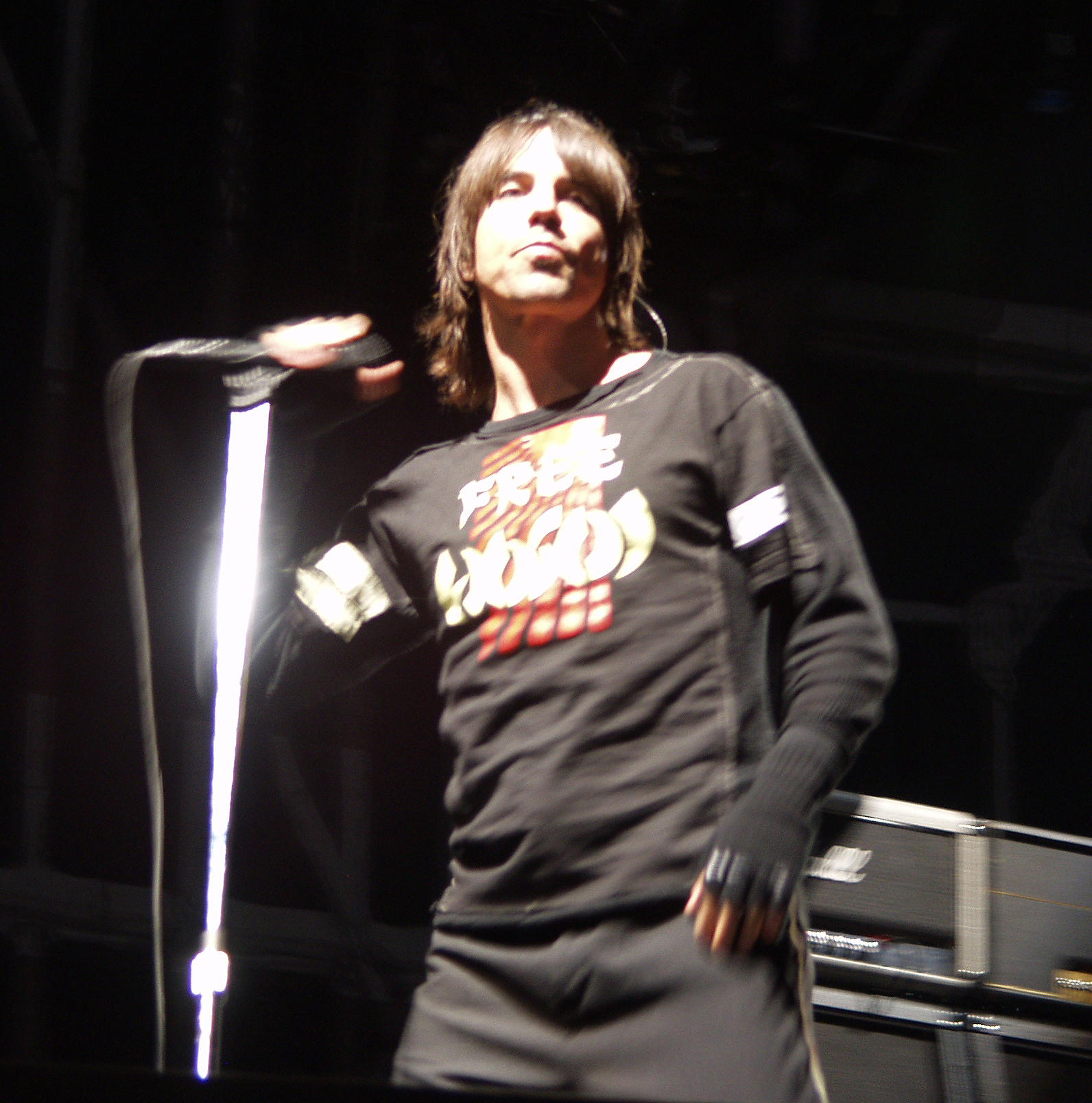
Kiedis actuant el 2006

La banda es va reagrupar el 1998 per començar a escriure el seu setè àlbum d'estudi; tanmateix, Navarro ara lluitava contra els seus propis problemes de drogues. Això va provocar una gran tensió entre Kiedis i Navarro, que va ser acomiadat de la banda a principis de 1998. Flea va informar a Kiedis que pensava que l'única manera que la banda podria continuar és si Frusciante es tornava a unir a la banda. En els anys posteriors a la sortida de Frusciante dels Chili Peppers, havia desenvolupat una viciosa addicció tant a l'heroïna com a la cocaïna que el va deixar en la pobresa i gairebé mort. El gener de 1998 es va convèncer que s'admetés a la rehabilitació de drogues. L'abril de 1998, després dels tres mesos de finalització de Frusciante, Flea va visitar el seu antic company de banda i el va convidar obertament a unir-se a la banda, una invitació que Frusciante va acceptar fàcilment. En una setmana, i per primera vegada en sis anys, el quartet es va reunir per tocar i posar en marxa els recentment reunits Red Hot Chili Peppers. La banda va llançar Californication el 8 de juny de 1999. Immediatament després del llançament de Californication, la banda es va embarcar en una gira mundial per donar suport al disc, començant als Estats Units. Per culminar el tram nord-americà de la seva gira, se'ls va demanar als Chili Peppers que tanquessin Woodstock '99, que es va fer famós per la violència que va provocar. La banda va ser informada minuts abans d'arribar que les multituds i les fogueres dels camps s'havien descontrolat. Quan els Chili Peppers van fer un homenatge a la cançó Fire de Jimi Hendrix per acabar el seu set com a favor a la germana d'Hendrix, la interrupció es va convertir en violència quan diverses dones que havien estat fent surf i moshing van ser violades i la propietat propera va ser saquejada i destruïda. Kiedis va sentir que 
| « | "estava clar que aquesta situació ja no tenia res a veure amb Woodstock. No era un símbol de pau i amor, sinó de cobdícia i profit... Ens vam despertar amb els diaris i les emissores de ràdio que ens vilipendiaven per tocar" Foc". | » |

L'escriptura i formació de By the Way va començar immediatament després de la culminació de la gira mundial de Californication, a la primavera de 2001. Igual que amb Californication, gran part de la creació va tenir lloc a les cases dels membres de la banda i altres llocs de pràctica, com ara un escenari d'estudi de gravació. Kiedis va recordar la situació: 
| « | "Vam començar a trobar una mica de màgia i una mica de música i alguns riffs i alguns ritmes i algunes jams i alguns grooves, i vam afegir-hi, restar-hi i empènyer-hi i posar-hi melodies". | » |

Frusciante i Kiedis col·laborarien durant dies seguits, discutint les progressions de la guitarra i compartint lletres. Per a Kiedis, 
| « | "escriure By the Way... va ser una experiència completament diferent de Californication. John va tornar a si mateix i ple de confiança." | » |

 L'àlbum va marcar un canvi en el so de la banda, i Kiedis va començar a escriure cançons que reflectien el les seves relacions romàntiques i les drogodependències.

La formació i l'enregistrament de Stadium Arcadium va tenir lloc a "The Mansion", l'antiga casa de Harry Houdini on els Chili Peppers havien gravat el seu avenç de 1991 Blood Sugar Sex Magik. Kiedis va assenyalar que durant el procés d'enregistrament de l'àlbum 
| « | "tothom estava de bon humor. Hi havia molt poca tensió, molt poca ansietat, molt poca estranyesa i cada dia ens presentàvem a aquesta sala funky de la Vall, i tothom sentia més còmode que mai aportant les seves idees." | » |

 L'àlbum va ser llançat el 9 de maig de 2006.
Després d'una gira mundial de gran èxit per donar suport a Stadium Arcadium, la banda va decidir fer una pausa durant un any de la música el 2008. Segons Kiedis, hi va haver una decisió col·lectiva no fer res relacionat amb Red Hot Chili Peppers durant un temps. mínim d'un any. […] Van començar l'any 1999, amb l'escriptura i l'enregistrament de Californication, i realment no van aturar-se fins que la gira va acabar l'any passat. Al final d'això es van quedar tots afectats emocionalment i mentalment. Durant el descans, Frusciante va marxar de manera amistosa amb la banda el juliol de 2009 (tot i que no es va anunciar públicament fins al desembre de 2009). Josh Klinghoffer, un guitarrista de gira dels Chili Peppers i sovint col·laborador de Frusciante, va ser contractat com el seu substitut.

## 2011–2015: I'm with You and Rock and Roll Hall of Fame induction
El 26 d'agost de 2011, els Red Hot Chili Peppers van publicar el seu desè àlbum, I'm with You. El 7 de desembre de 2011, els Red Hot Chili Peppers van ser nomenats membres del 2012 al "Saló de la Fama del Rock and Roll". Kiedis va dir que va ser molt emotiu i que la primera persona que li va dir va ser el seu pare, que va plorar en sentir la notícia. L'11 de gener de 2012, els Chili Peppers van anunciar que es van veure obligats a posposar la etapa nord-americana de la seva gira I'm with You a causa de múltiples lesions als peus que va patir Kiedis. Kiedis ha estat lluitant contra lesions als peus des del 2006, quan es va ferir el peu a l'escenari i finalment es va poder operar durant una pausa a la gira de la banda el gener de 2012. Durant la cirurgia, a Kiedis li van extirpar un os sesamoide triturat i es va reparar un tendó flexor després. La banda va poder reprendre la seva gira i va començar la etapa nord-americana el 29 de març de 2012. La gira de suport a I'm with You va acabar l'abril de 2013 i la banda va continuar de gira fins a mitjans de 2014, que va incloure una actuació a mig temps amb Bruno Mars al Super Bowl el febrer de 2014.
El novembre de 2014, Kiedis va fer una gira de mini-llibres per promocionar el llibre de Chili Peppers, "Fandemonium". Això va incloure signatures de llibres, preguntes i respostes i una aparició a "The Tonight Show" de Jimmy Fallon, on Kiedis es va asseure a tot l'espectacle amb "The Roots" interpretant cançons de Chili Peppers.

Kiedis va rebre el premi "George and Ira Gershwin" a la trajectòria musical de tota la vida, presentat a l'"UCLA Spring Sing" el 16 de maig de 2015. La mare de Kiedis, Peggy Noble Idema, va comentar que el seu fill va rebre el premi dient: 
| « | "Això em fa sentir molt orgullosa. Tots dos els meus pares i l'avi Idema eren grans fans de Gershwin. Vaig créixer amb la seva música." | » |

Després del seu discurs d'acceptació, Kiedis es va unir a l'escenari pel seu company de banda de Chili Peppers Josh Klinghoffer per a una interpretació acústica de Otherside, una versió de If You Want Me to Stay i By the Way de "Sly and the Family Stone".

## 2016–present: Health scare, The Getaway, and Unlimited Love
El 14 de maig de 2016, la banda es va veure obligada a cancel·lar el seu lloc de cap de cartell al KROQ Weenie Roast anual, ja que Kiedis va ser traslladat d'urgència a l'hospital abans que la banda aparegués a l'escenari. Es va confirmar que Kiedis patia una grip intestinal i s'esperava que es recuperés completament; tanmateix, la banda es va veure obligada a posposar el seu espectacle de previsualització de l'àlbum iHeartRadio el 17 de maig de 2016 (reprogramant-lo per al 26 de maig). Kiedis and the Chili Peppers van tornar als escenaris el 22 de maig de 2016 a Columbus, Ohio. En una entrevista del 20 de maig de 2016 a Entertainment Tonight Canada, la primera des que va ser donat d'alta de l'hospital, Kiedis va dir que la seva malaltia va ser provocada per una "inflamació als meus intestins" que va dir que es va complicar per un virus estomacal recent i una cicatriu existent de teixit d'operacions prèvies d'hèrnia que va requerir bombeig de l'estómac a l'hospital.

Durant una pausa en el rodatge del segment de karaoke per a cotxe compartit The Late Late Show amb James Corden que es va emetre el 14 de juny de 2016 i va presentar la banda cantant un karaoke amb la seva música amb l'amfitrió mentre conduïa per Los Angeles, Kiedis va realitzar una Reanimació cardiopulmonar (RCP) d'emergència a un nadó.
| « | "Una dona va sortir de casa seva, sostenint un nen dient: El meu bebè, el meu nadó, el meu nadó no pot respirar, va dir Kiedis. La dona va empènyer el nadó als meus braços, el nadó no respirava i vaig pensar: Intentaré fer una RCP al nadó molt ràpid, a veure si puc treure aire a aquest nen. Així que vaig començar a fregar-lo a la panxa, van sortir bombolles de la boca, els ulls van tornar al seu lloc, va aparèixer l'ambulància i vaig lliurar el nadó, que ara respirava i estava bé, i vam tornar al Carpool Karaoke." | » |

Els Red Hot Chili Peppers van llançar el seu onzè àlbum d'estudi, The Getaway, el 17 de juny de 2016.
El 20 d'octubre de 2018, Kiedis, que assistia al partit de Los Angeles Lakers amb Flea, va ser expulsat del joc per jurar i donar el dit mig a Chris Paul dels Houston Rockets.
El desembre de 2019, els Red Hot Chili Peppers van anunciar que el guitarrista John Frusciante tornaria per substituir Josh Klinghoffer. Al maig de 2021, la banda està a punt de finalitzar el seu dotzè àlbum d'estudi. El 7 d'octubre de 2021, la banda va anunciar les dates de la seva gira mundial de 2022 que començarà al juny i conclourà al setembre. La gira, que serà en suport del proper dotzè àlbum d'estudi de la banda, comptarà amb els primers espectacles de la banda als Estats Units.
El 20 de desembre de 2021, Kiedis va aparèixer al tercer concert benèfic anual Above Ground de Dave Navarro i Billy Morrison a Los Angeles on van interpretar una versió de Walk on the Wild Side de Lou Reed. Aquesta va ser la primera vegada que Kiedis i Navarro van actuar junts en 24 anys des que Navarro va ser acomiadat dels Red Hot Chili Peppers.
Els Red Hot Chili Peppers van llançar el seu dotzè àlbum d'estudi, Unlimited Love, l'1 d'abril de 2022.
El 12 d'octubre de 2022, The Red Hot Chili Peppers llançaran el seu 13è àlbum d'estudi, Return of the Dream Canteen.

## Altres projectes
Utilitzant el nom artístic de Cole Dammett (adaptat del nom artístic del seu pare, Blackie Dammett), Kiedis va aconseguir una sèrie de petits papers a la televisió i al cinema quan era adolescent a finals dels anys setanta. Els seus primers crèdits inclouen F.I.S.T. i lABC Afterschool Special de 1978 It's a Mile from Here to Glory. Va reprendre el seu treball d'actuació als anys 90, Kiedis va interpretar un surfista gamberro anomenat Tone, a la pel·lícula de 1991 de Keanu Reeves i Patrick Swayze Point Break (en català Li diuen Bodhi). The Chase (en català, Amb la poli al darrere), una pel·lícula de 1994 protagonitzada per Charlie Sheen com un home alienat que intenta escapar de la policia amb una dona jove que va segrestar, va fer que Flea i Kiedis fessin de metallers que persegueixen el personatge de Sheen en un camió 4 × 4 i acaben estavellant-se.
Kiedis també va organitzar la New American Music Union, un festival de música d'estiu de dos dies previst per a l'agost de 2008 a Pittsburgh, Pennsilvània. Va reunir una formació de músics com Bob Dylan, The Raconteurs, Gnarls Barkley, The Roots i un segon escenari amb bandes universitàries. (La formació no incloïa Kiedis ni els Red Hot Chili Peppers.) El 2011, Kiedis, juntament amb el seu fill Everly, van aparèixer al documental, Bob and the Monster. El documental detalla la vida i la carrera del músic i confident de drogues, Bob Forrest. L'11 de maig de 2011, Anthony va donar un MTV European Music Award que la banda havia guanyat anteriorment per ajudar a recaptar fons per als socors en curs a les zones devastades del Japó, que va ser afectat per un terratrèmol i un tsunami el març de 2011.
Kiedis i Flea van ser productors executius de la pel·lícula Low Down del 2014, que es basa en la vida del pianista de jazz Joe Albany.
El juny de 2015, Kiedis i el seu fill Everly Bear, juntament amb Cher i Willow Smith, es va revelar que eren les "cares noves" de la campanya publicitària de la tardor de 2015 de Marc Jacobs.
Al febrer de 2016, els Chili Peppers van actuar a la recaptació de fons "Feel the Bern" en suport de Bernie Sanders.
L'11 de gener de 2019, Kiedis va ser coautor d'un article d'opinió de Rolling Stone amb Rory Kennedy, cineasta i filla de Robert F. Kennedy, i Trevor Neilson de la Fundació Malibu, en què va enumerar el cost humà, financer i ambiental de les condicions climàtiques globals. Kiedis va dir que "com que el nostre govern federal ens està fallant, hem de confiar en els nostres governs estatals i locals per liderar la càrrega". Califòrnia. Els incendis van destruir més de 1.500 cases, van matar quatre persones i també van obligar Kiedis, la seva família i els membres de la banda a evacuar les seves cases. L'enregistrament del dotzè disc de la banda també es va suspendre a causa dels incendis mortals. El bateria Chad Smith va dir que "Jo i Anthony vivim a Point Dume. Setanta cases del nostre barri es van cremar. La nostra es va salvar, per sort".

## Artística
Mentre creava lletres i melodies per als Red Hot Chili Peppers, Kiedis s'ha inspirat en diverses fonts. El seu primer record musical va ser escoltar Heart of Gold de Neil Young als onze anys: "Em va emocionar tant que vaig insistir que la meva mare em comprés el 45". A l'institut, va estar molt influenciat per l'estil rap, la veu de "The Message" de "Grandmaster Flash and the Furious Five" i la "lletra sexual a la cara" de Dirty Mind de Prince. Kiedis escriu la majoria de les lletres dels Red Hot Chili Peppers. A partir de l'àlbum Mother's Milk de 1989, John Frusciante i Flea han escrit gairebé tota la música (excepte les melodies) per als Red Hot Chili Peppers, mentre que Kiedis afegeix lletres i melodies que escolta durant les jams instrumentals dels seus companys de banda. Kiedis va dir l'any 2006: 
| « | "D'alguna manera trobo cançons... en la magnitud del que estan fent". | » |

El seu estil líric ha anat variant al llarg dels anys. Durant els primers anys de la banda, Kiedis va escriure moltes lletres que detallaven el seu gaudi pel sexe, les drogues i la vida a Los Angeles. A mesura que els seus gustos musicals es van expandir i la seva visió de la vida va canviar, va començar a escriure cançons sobre un espectre més ampli de temes. Les seves lletres inclouen molts dels mateixos temes que els escrits de Charles Bukowski, la principal influència literària de Kiedis.
El seu primer estil vocal amb la banda consistia principalment en el rap, el que el va portar a ser etiquetat com una influència en el moviment del rap rock. A Mother's Milk (1989), Kiedis va escriure cançons més basades en la melodia, en lloc del ritme bàsic i l'estil de ritme del funk. La primera cançó on Kiedis va utilitzar el seu nou estil melòdic va ser Knock Me Down. La melodia va ser en realitat modelada i interpretada pel guitarrista John Frusciante. En unir-se a la banda, Frusciante va cantar la veu principal a la cançó juntament amb Kiedis. "Blood Sugar Sex Magik" el 1991 encara veia Kiedis rapejant, però també va començar a cantar en cançons com Under the Bridge, Breaking the Girl i I Could Have Lied. Amb els anys, Kiedis va anar afavorint el cant per sobre del rap. Kiedis ha tingut molts professors vocals, però cap d'ells l'havia ajudat a cantar "bé". De fet, no va ser fins a Californication de 1999 que va sentir que podia prendre el control total de la seva veu mentre cantava.

## Scar Tissue
El 6 d'octubre de 2004, Kiedis va publicar unes memòries, Scar Tissue, que va escriure conjuntament amb l'autor Larry Sloman. El llibre va ser originalment pensat per ser una col·lecció d'històries sobre el consum de drogues de la seva infantesa, però va evolucionar fins a convertir-se en una autobiografia completa. A més, va explicar:{{Cita\"Hom podria suposar que amb tot el consum [de drogues] la meva memòria seria una mica de mala qualitat. Però en realitat és bastant lúcida i millor que la dels meus pares o de qualsevol dels meus amics. Els meus amics van intentar explicar aquestes mateixes històries i em van dir: "Uau, no... hi érem?"}} El llibre va ser un èxit de vendes internacional.

En una entrevista del juny de 2016, Kiedis va declarar que al principi es va penedir d'haver escrit Scar Tissue dient:
| « | "Em vaig penedir del llibre durant un temps, ja que hi va haver una mica de dolor; després, vaig començar a veure la reverberació positiva a llarg termini. La gent l'estava llegint als hospitals, a les presons i escoles, i estava tenint un efecte positiu. Em vaig adonar que l'objectiu d'escriure aquell llibre no era per a mi, sinó per demostrar que algú pot baixar fins i tot i tornar i tenir un productiva, exitosa vida interessant i feliç. Per tant, sigui quina sigui la vergonya, el dolor, la dificultat o la incomoditat que vaig passar, llavors va valer la pena perquè hi ha molta gent que s'acosta a mi dient-me que els seus fills l'havien llegit i s'havien reunit per això." | » |

Kiedis ha afirmat que a causa del tema del seu llibre, especialment les seves reflexions sobre les seves relacions sexuals, espera que la seva família no hagi llegit el seu llibre.
| « | "He demanat a tothom de la meva família que no llegeixi el llibre". | » |

 va dir Kiedis.

## Sèrie de televisió potencial
Kiedis estava desenvolupant una sèrie per a HBO basada en la seva educació poc convencional a Los Angeles. S'esperava que l'espectacle estigués basat en bona part de l'autobiografia de Kiedis. S'havia associat amb els socis de "Catapult 360" Marc Abrams i Michael Benson per crear la sèrie, titulada Spider and Son. La sèrie es centraria en la relació de Kiedis amb el seu pare, Blackie Dammett, que va vendre moltes drogues i es va barrejar amb estrelles de rock a "Sunset Strip", tot aspirant a entrar al món de l'espectacle. L'espectacle estava programat per estrenar-se a finals de 2010 com a molt aviat.
Segons una publicació de Blackie a la seva pàgina de Facebook, el guió de John Sayles per a l'episodi pilot es va lliurar a HBO el 10 de maig de 2010. El 14 d'octubre de 2011, es va anunciar que HBO ja no estava interessat en la sèrie i que FX ha adquirit els drets per emetre la sèrie. John Sayles, que va escriure un guió per al pilot de HBO, ja no participa en el projecte. Els productors de l'entourage, Esther Dawson i Mike Chester, seguiran produint la sèrie i Kiedis també coproduirà la sèrie juntament amb Bram Sheldon. Es desconeix si la sèrie seguirà encara la relació entre Kiedis i el seu pare Blackie o si tota l'autobiografia serà el focus de la sèrie. L'any 2013, Dammett va esmentar breument l'estat de la sèrie, que es basarà tant en les biografies de Kiedis com de Dammett, però va declarar que es va "interrompre" amb l'esperança de reprendre-la un cop els Chili Peppers concloguessin la seva gira aquell any.

## Vida personal
El pare de Kiedis, Blackie Dammett, va ser un actor que ha aparegut en més de 50 pel·lícules i programes de televisió. L'autobiografia de Dammett, "Lords of the Sunset Strip", es va publicar el 31 de març de 2013. A través de Dammett, Kiedis també té un germanastre molt més jove. Durant l'espectacle de Chili Peppers del 25 de juny de 2017, a Grand Rapids, Kiedis va dedicar Soul to Squeeze al seu pare, que patia demència. Dammett va morir el 12 de maig de 2021.
El padrí de Kiedis era Sonny Bono. Quan era nen, el pare de Kiedis era amic íntim de Bono i de la seva aleshores dona, Cher, que feia de cangur de Kiedis.
Kiedis afirma haver tingut una breu relació el 1990 amb la cantant Sinéad O'Connor, que el va inspirar a escriure I Could Have Lied a Blood Sugar Sex Magik de 1991, encara que ella nega la relació. També va tenir una breu relació amb la cantant de les "Spice Girls" Melanie "Sporty Spice" Chisholm, que va inspirar Emit Remmus de Californication de 1999. La seva banda també va cobrir la seva cançó Wannabe en un concert de 1997 al Japó. Kiedis va tenir una relació amb Yohanna Logan de manera intermitent entre 1998 i 2003. Kiedis va tenir una relació de dos anys amb la model australiana Helena Vestergaard que va acabar a finals de 2014.
Kiedis va reconèixer a la seva autobiografia Scar Tissue que va estar breument relacionat sexualment amb una noia de 14 anys, abans i després de conèixer la seva edat a la dècada de 1980, la qual cosa el va inspirar a escriure la cançó Catholic School Girls Rule. Arran del moviment Me Too, les suposades accions de Kiedis han estat criticades per diversos mitjans de comunicació, inclòs el HuffPost.
Kiedis va tenir una relació amb Heather Christie del 2004 al 2008. Tenen un fill anomenat Everly Bear (nascut el 2 d'octubre de 2007). El març de 2018, Kiedis i Christie van estar involucrats en una batalla per la custòdia sobre Everly.

En una entrevista del juny de 2016, Kiedis va parlar de les seves relacions passades, dient que hi va haver anys en què tenia més de 100 parelles sexuals. Kiedis va afegir:
| « | "Si veia una noia bonica, volia tenir-la". | » |

Quan se li va preguntar sobre el matrimoni i l'envelliment i la solitud, Kiedis va respondre:
| « | "Potser és perquè mai vaig aprendre a viure en una relació i, per ximple que sembli, encara no entenc les dones. Continuen sent un misteri. Ahir vaig parlar d'això. amb un amic: ens centrem a trobar una persona que encaixi amb nosaltres, o seguirem solters? Estic obert a tots dos. Si ve la correcta, meravellós. Si no, accepto el que l'univers ha pensat per a mi". | » |

## Drogodependències
Kiedis ha lluitat contra l'addicció a les drogues, incloses l'heroïna i la cocaïna, al llarg de la seva vida. Com que el seu pare consumia drogues amb regularitat, Kiedis va estar constantment exposat al consum de drogues i al tràfic de drogues mentre creixia. Alguns dels primers consums de drogues de Kiedis provenien de substàncies que va rebre del seu pare, inclosa la marihuana, que va fumar per primera vegada quan tenia 12 anys.
Kiedis va utilitzar drogues durant anys, fins i tot durant la formació de la banda. Uns anys després de la carrera de la banda, va ser acomiadat breument a causa del seu gran consum de drogues. De vegades, es va posar tan malament que no es va presentar a les actuacions de la banda. Una nit, després que Kiedis es va perdre una actuació per marcar drogues, la banda el va substituir pel cantant Keith Morris.
Kiedis va intentar netejar-se després que el guitarrista dels Red Hot Chili Peppers, Hillel Slovak, morís d'una sobredosi d'heroïna el 25 de juny de 1988, dient que no tornaria a punxar-xe mai més. Va entrar a la rehabilitació i va acabar mantenint-se net durant cinc anys, però va recaure el 1994, provocant un gran retard en el llançament de l'àlbum de la banda de 1995, One Hot Minute. Kiedis va continuar utilitzant-la i apagat durant els propers sis anys.
L'última recaiguda important de Kiedis es va produir quan un metge li va prescriure tramadol tot i que Kiedis demanava específicament que no se li prescriguessin opiacis. A un addicte a l'heroïna en recuperació, els opiacis sintètics donen lloc a forts desitjos. S'ha informat que ha evitat una altra recaiguda des del 24 de desembre de 2000. El maig de 2012, després de més de 20 anys d'especulació, Vulture va afirmar que el lloc on Kiedis compraria i consumiria drogues (que va inspirar Under the Bridge) es troba al "MacArthur Park" de Los Angeles, Califòrnia, basant-se en pistes extretes de la memòria de Kiedis. El 2014, LA Weekly va afirmar fermament que la conclusió de l'escrit de la revista Vulture era incorrecta.

## Baralla amb Mike Patton
Durant més de 30 anys, Kiedis i Faith No More/Mr. El cantant de Bungle Mike Patton ha estat involucrat en una disputa en curs. Abans d'aquest fet, "Faith No More" (llavors liderat per Chuck Mosley) i The Red Hot Chili Peppers havien fet una gira junts. No obstant això, les coses es van tornar lletjes entre les dues bandes el 1989 quan Kiedis va acusar el substitut de Mosley, Patton, d'imitar el seu estil a l'escenari i al seu vídeo musical del seu èxit més gran, Epic. Els dos es van acusar l'un a l'altre als mitjans de comunicació al llarg de 1990.

Es pensava que la relació havia millorat en els anys següents, amb Kiedis i Patton tenint trobades cara a cara a la dècada de 1990 que es van descriure com a amics. La baralla entre tots dos es va reactivar inesperadament l'any 1999. Bungle tenia previst llançar el seu àlbum California el 8 de juny de 1999, però Warner Bros. Records va avançar el llançament una setmana per no coincidir amb el títol semblant dels Chili Peppers. àlbum, Californication. Després del xoc de la data de llançament de l'àlbum, el Bungle va afirmar que Kiedis els va treure d'una sèrie de festivals d'estiu a Europa. El guitarrista de Bungle, Trey Spruance, va afegir que el gerent dels Chili Peppers es va disculpar i va culpar a Kiedis dels trasllats. Com a represàlia, el Bungle va parodiar els Red Hot Chili Peppers a Pontiac, Michigan, el Halloween de 1999. Van cobrir diverses de les cançons de la banda, amb Patton utilitzant deliberadament lletres incorrectes, com ara Sometimes I feel like a fucking junkie a Under the Bridge. A la meitat del concert, el baixista Trevor Dunn (vestit de Flea) es va acostar al guitarrista Spruance (vestit com el fantasma d'Hillel Slovak) i va simular injectar-li heroïna. Patton (vestit de Kiedis) va interrompre això cridant:
| « | "No pots disparar a un fantasma". | » |

Kiedis va respondre retirant-los del festival "Big Day Out" del 2000 a Austràlia i Nova Zelanda. Kiedis va dir dels espectacles del festival: 
| « | "No m'hauria importat dues merdes si toquessin allà amb nosaltres. Però després que vaig saber parlar de l'espectacle de Halloween on es burlaven de nosaltres, foteu-lo i foteu-lo amb tota la banda". | » |

Bungle va deixar d'estar actiu un any després de la polèmica amb Kiedis. Patton va continuar burlant-se de Kiedis als mitjans de comunicació amb la seva nova banda Fantômas, anomenant-lo un pollastre de fideus en una entrevista de televisió de 2001.
Diverses publicacions, com Complex i Phoenix New Times, han enumerat des de llavors el feu Kiedis-Patton com una dels millors humans de la història del rock. Altres l'han titllat de "feu funk metal" i "absurd".

## Discografia
- Article principal [Red Hot Chili Peppers discography](anglès) dicografia Red Hot Chili Peppers

Red Hot Chili Peppers
- The Red Hot Chili Peppers (1984)
- Freaky Styley (1985)
- The Uplift Mofo Party Plan (1987)
- Mother's Milk (1989)
- Blood Sugar Sex Magik (1991)
- One Hot Minute (1995)
- Californication (1999)
- By the Way (2002)
- Stadium Arcadium (2006)
- I'm with You (2011)
- The Getaway (2016)
- Unlimited Love (2022)
- Return of the Dream Canteen (2022)

Filmografia
- F.I.S.T. (1978) com a Kevin Kovak (pronunciat com a Cole Dammett)
- ABC Afterschool Special (1978, Episode: "It's a Mile from Here to Glory") com Jimmy Plummer (pronunciat com a Cole Dammett)
- Jokes My Folks Never Told Me (1978) com a estudiant (anunciat com a Cole Dammett)
- Point Break (1991) com Tone
- The Chase (1994) com Will